# Diêu Tương
Diêu Tương (chữ Hán: 姚襄, bính âm: Yáo Xiāng, 330 – 357), tự Cảnh Quốc, thủ lĩnh dân tộc Khương giai đoạn đầu đời Ngũ Hồ thập lục quốc (trước trận Phì Thủy).

## Cuộc đời và sự nghiệp

### Trung Nguyên đại loạn, lánh sang miền nam
Tương là con trai thứ năm của thủ lĩnh Diêu Dặc Trọng, anh trai của Diêu Trường (sau này là hoàng đế Hậu Tần). Lên 17 tuổi, ông mình dài 8 thước 5 tấc, tay dài quá gối, mạnh mẽ lắm tài nghệ, sáng suốt giỏi phủ dụ. Mọi người trên dưới trong bộ tộc yêu mến, xin lập ông làm người kế tự, Dặc Trọng không chịu. Số người cầu xin lên đến mấy ngàn, Dặc Trọng mới cho ông nắm quân đội riêng. Thạch Chi nhà Hậu Triệu lên ngôi (350), lấy Tương làm Sứ trì tiết, Phiếu kị tướng quân, Hộ Ô Hoàn hiệu úy, Dự Châu thứ sử, Tân Xương công. Năm sau (351), Thạch Chi bị giết, Hậu Triệu diệt vong, nhà Tấn sai sứ bái Tương làm Trì tiết, Bình bắc tướng quân, Tịnh Châu thứ sử, Tức Khâu huyện công.
Dặc Trọng mất, Tương giữ kín không phát tang, soái 6 vạn hộ tiến về phía nam đánh Dương Bình, Nguyên Thành, Phát Kiền, đều phá được, giết chóc, cướp bóc hơn 3000 gia đình, đóng đồn ở bến Nghiêu Ngao. Ông dùng người Thái Nguyên là Vương Lượng làm Trường sử, người Thiên Thủy là Doãn Xích làm Tư mã, người Lược Dương là Phục Tử Thành làm Tả bộ soái, người Nam An là Liễm Kỳ làm Hữu bộ soái, người Lược Dương là Hắc Na làm Tiền bộ suất, Cường Bạch làm Hậu bộ suất, người Thái Nguyên là Tiết Tán, người Lược Dương là Vương Quyền Dực làm Tham quân.
Ông đi về phía nam đến Huỳnh Dương mới phát tang. Sau đó Tương cùng bọn tướng cũ của Hậu Triệu là Cao Xương, Lý Lịch giao chiến ở Ma Điền, ngựa chết vì trúng tên lạc, ông được em trai Diêu Trường cứu thoát.
Nhà Tấn cho ở Tiếu Thành, Tương sai các em trai coi sóc công việc, một mình vượt sông Hoài, đến Thọ Xuân gặp Dự Châu thứ sử Tạ Thượng. Thượng bỏ hết các thứ giáp binh, đội khăn để đợi. Hai người vừa gặp mà như quen biết đã lâu!

### Ân Hạo nghi kỵ, quay về miền bắc
Tương khi còn nhỏ đã có tiếng tăm, vũ dũng trùm đời, học rộng biết nhiều, đàm luận nho nhã, tài – danh vang dội miền nam. Trung quân tướng quân, Dương Châu thứ sử Ân Hạo kiêng dè uy danh của ông, nhiều lần sai thích khách đến giết Tương. Những người này đều nói thật với ông, được ông đãi ngộ như bạn cũ. Hạo ngầm sai Ngụy Cảnh soái 5000 quân tập kích Tương, ông chém Cảnh rồi thu lấy bộ hạ của hắn ta. Hạo càng ghét Tương, bèn sai Lưu Khải giữ Tiếu Thành, dời ông đi Lê Đài, nước Lương, dâng biểu xin cho ông thụ chức Lương quốc nội sử.
Tương sai Vương Quyền Dực trách Hạo lòng dạ hẹp hòi, Hạo tố cáo ông tăng cường quân đội là có ý làm phản, không ai chịu ai. Hạo sai Tạ Vạn đi dẹp Tương, bị ông đánh bại. Hạo giận lắm, gặp lúc Quan Trung sinh biến (353), Hạo soái quân bắc phạt, Tương tập kích ông ta ở Sơn Tang, chém được hàng vạn người, thu lấy xe cộ quân nhu, sai anh trai Diêu Ích giữ lũy Sơn Tang, còn mình quay về giữ Hoài Nam. Hạo sai Lưu Khải, Vương Bân đánh Sơn Tang, Tương từ Hoài Nam tiêu diệt bọn họ, nổi trống vượt sông Hoài, đóng đồn ở Hu Dị, chiêu tập lưu dân, đông đến 7 vạn, chia nhau coi giữ, khuyến khích nông nghiệp. Ông sai sứ đến Kiến Nghiệp, tố cáo tội trạng của Ân Hạo.
Lưu dân là bọn Quách Dịch hơn ngàn người bắt Đường ấp nội sử Lưu Sĩ đầu hàng Tương, triều đình chấn động, lấy Lại bộ thượng thư Chu Mẫn làm Trung quân tướng quân, men Trường Giang phòng bị. Bộ hạ của Tương đều là người miền bắc, nên khuyên ông quay về bắc. Tương cũng muốn vậy, bèn tự xưng Đại tướng quân, Đại đan vu, tấn công Ngoại Hoàng, bị quân Tấn đánh bại. Ông thu nhặt tàn binh, ân cần phủ dụ, vì thế sĩ khí được chấn hưng.

### Y Thủy thua chạy, Quan Trung bỏ mình
Tương chiếm cứ Hứa Xương, muốn đi Hà Đông để lấy Quan Hữu, từ Hứa Toại đánh Lạc Dương (356), hàng tháng không hạ được. Trưởng sử Vương Lượng can ông nên đi Hà Bắc, không cần cố lấy tòa thành trơ trọi này. Tương lại cho rằng Lạc Dương là căn bản của thiên hạ, nên không nghe. Ít lâu sau, Lượng mất, Tương rất thương tiếc.
Chinh tây đại tướng quân Hoàn Ôn nhà Tấn từ Giang Lăng thảo phạt Tương, giao chiến ở phía bắc Y Thủy, ông bị Ôn đánh bại, soái mấy ngàn kỵ binh chạy đến Bắc Sơn. Đêm ấy có hơn 5000 người bỏ vợ con đi theo Tương, đóng trại ở Dương Hương. Lại có hơn 4000 hộ tìm đến. Ông tuy trước sau thua chạy mấy lần, mọi người biết được chỗ ở của ông, già trẻ đều dắt nhau chạy đến. Bấy giờ có tin đồn Tương bị thương nặng không qua khỏi, những người bị quân đội của Hoàn Ôn bắt được đều nhìn sang bờ bắc mà rơi nước mắt. Trước đó, người Hoằng Nông là Dương Lượng đi theo Tương, được đãi theo lễ dành cho khách. Về sau ông ta chạy đến với Hoàn Ôn. Ôn hỏi về Tương, Lượng đáp: "Thần minh khí vũ, ngang tầm Tôn Sách, mà hùng tráng uy vũ còn hơn!"
Tương không nản lòng, muốn lấy Quan Trung, tiến đóng quân ở Hạnh Thành, sai anh họ Diêu Lan cướp thành Địa Phu, sai anh trai Diêu Ích cùng tướng quân Vương Khâm Lô chiêu mộ binh lương ở Bắc Địa, người xin quy phụ có hơn 5 vạn hộ. Phù Sanh sai Phù Phi chống lại, đánh bại và bắt sống Lan. Tương đưa mọi người về phía tây, Sanh lại sai bọn Phù Kiên, Đặng Khương đuổi theo. Tương muốn đánh, Sa môn Trí Thông cố can, khuyên ông bảo toàn quân đội để mưu sự về sau. Tương tỏ ra không bằng lòng, gặp lúc Đặng Khương đến bức, ông giận, bèn xông ra, giao chiến ở Tam Nguyên. Tương bại, bị Phù Kiên giết chết, khi ấy được 27 tuổi, đó là năm Thăng Bình đầu tiên (357) nhà Tấn. Phù Sanh táng theo lễ công tước.
Diêu Trường kiến lập nhà Hậu Tần, truy thụy là Ngụy Vũ Vương, phong cháu nội của Tương là Duyên Định làm Đông Thành hầu.